# Spårvägens FF
Spårvägens FF es un club de fútbol sueco localizado en Skarpnäck, en la parte sur de Estocolmo.

## Historia
El Spårvägens FF pertenece al Spårvägens GoIF, un club de deportes que fue fundado en 1919 por trabajadores del Spårvägar holmiense. El club formó una sección de fútbol en 1969. Inicialmente su primer equipo varió entre los tercero y quinto niveles del fútbol sueco pero entonces jugaron varios años en la Division 1, la segunda liga más alta de Suecia. Su sede está ubicada en Skarpnäck, en el sur de Estocolmo. El Spårvägens FF organiza una de las copas de verano más extensas de Estocolmo para los equipos jóvenes, la Mini Tiger Cup.
El club juega actualmente en la Division 2 que es el cuarto nivel del fútbol sueco. Juega sus partidos como local en el nuevo estadio artificial construido, el Skarpnäcks Sportfält, en Skarpnäck, Estocolmo.
El Spårvägens FF ha estado trabajando por obtener la categoría de la Division 2 y en 2009 y 2010 finalizaron en segundo puesto y alcanzaron los playoffs de ascenso. En cada ocasión perdieron infructuosamente contra el Karlstad BK en 2009 y contra el FC Gute en 2010, en el tiempo de descuento.
El Spårvägens FF está afiliado a la Asociación de Fútbol Holmiense.

## Jugadores remarcados del club
- Thomas Dennerby
- Mikael Dorsin
- Peter Magnusson
- Håkan Malmström
- Daniel Örlund
- Joel Riddez
- Jonas Wirmola

## Entrenadores remarcados del club
- Ranko Đorđić
- Rolf Zetterlund